# Duomo di Taormina

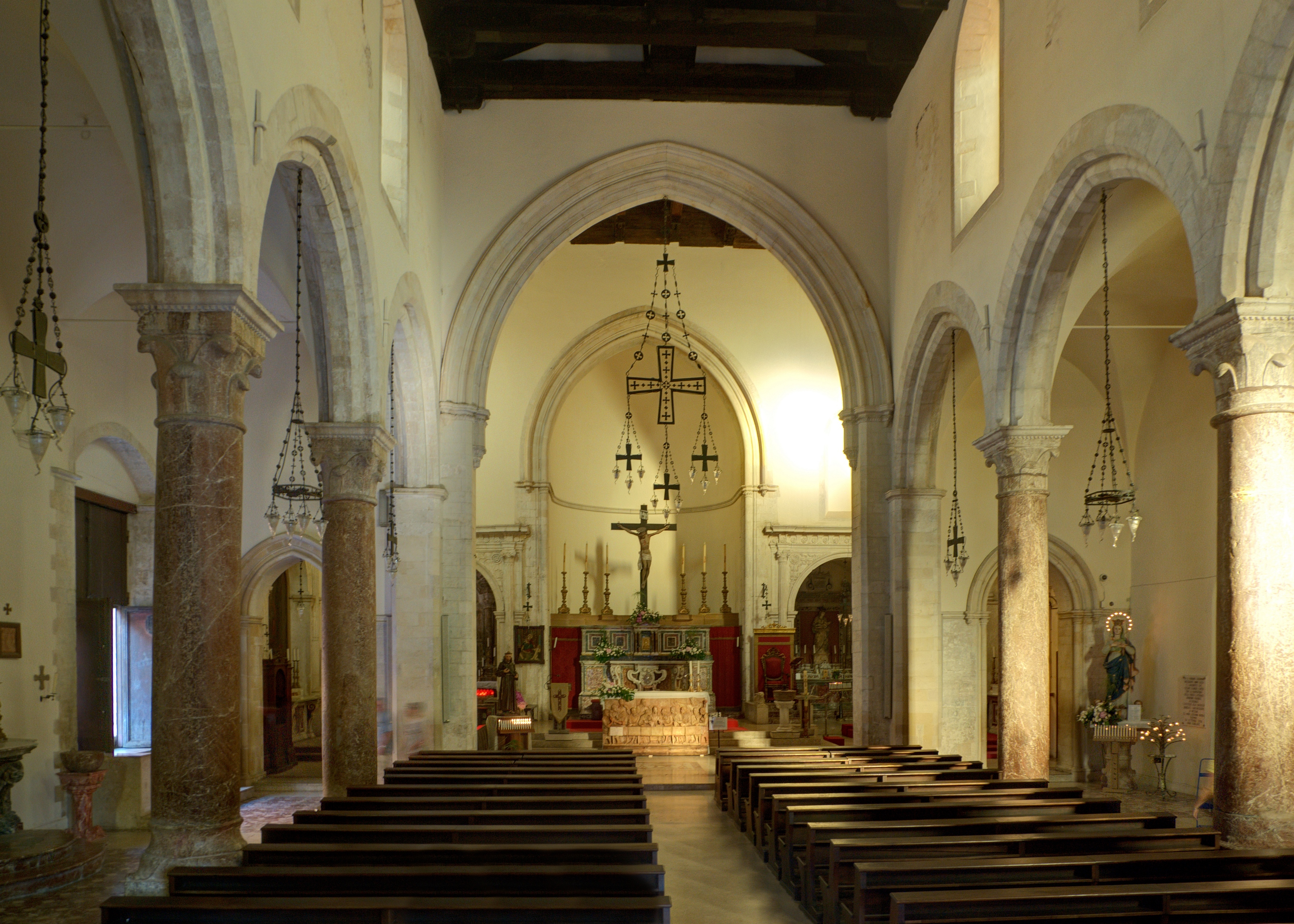

Il Duomo di Taormina - titolo completo basilica cattedrale di San Nicolò di Bari - è il principale luogo di culto d'origine medievale ubicato in piazza Duomo, lungo il corso Umberto nelle vicinanze di Porta Catania, centro storico di Taormina. Appartenente all'arcidiocesi di Messina-Lipari-Santa Lucia del Mela, vicariato di Taormina sotto il patrocinio di San Pancrazio Vescovo, arcipretura di Taormina, parrocchia di San Nicolò di Bari.

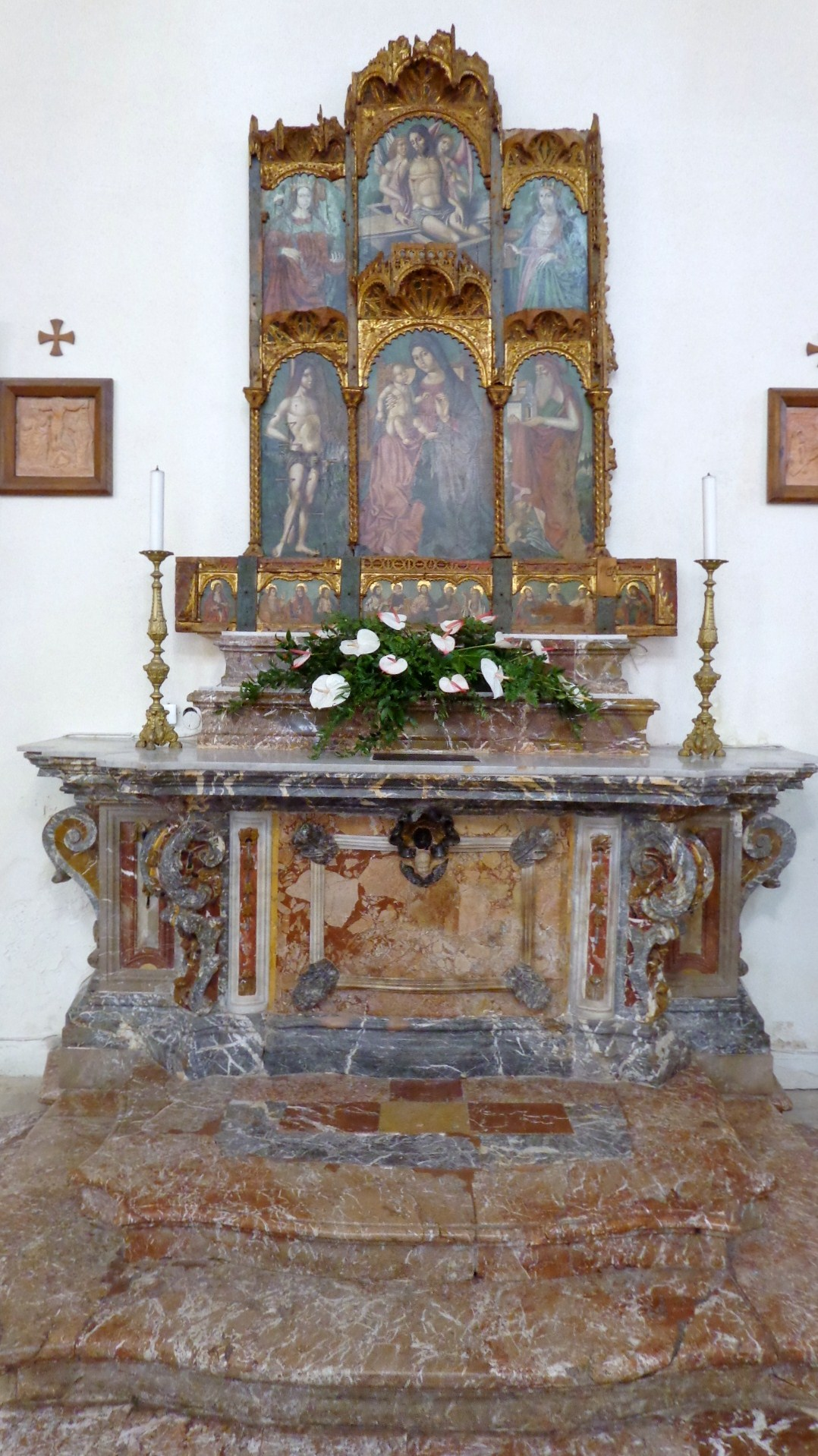
Polittico

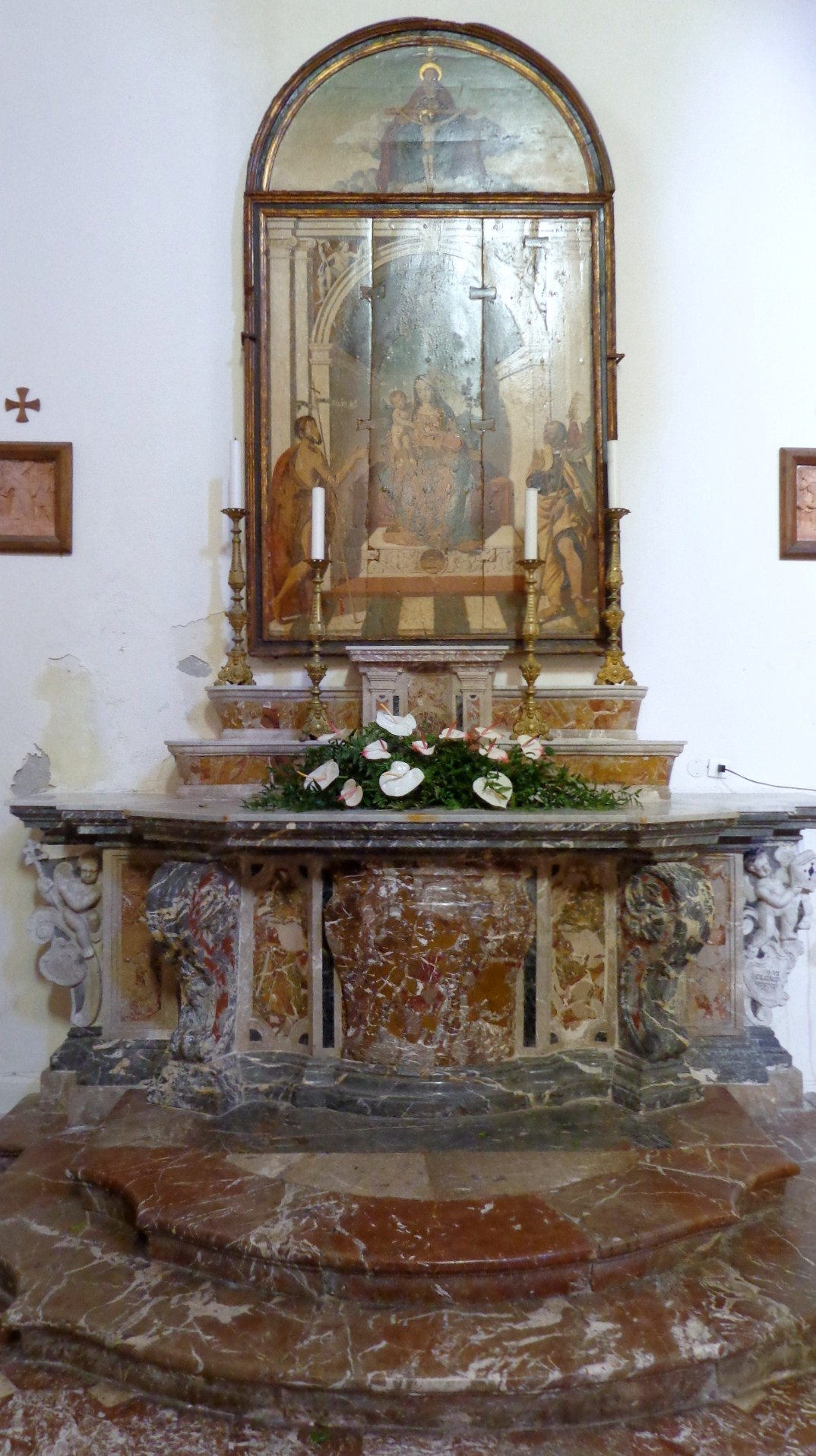
Dipinto

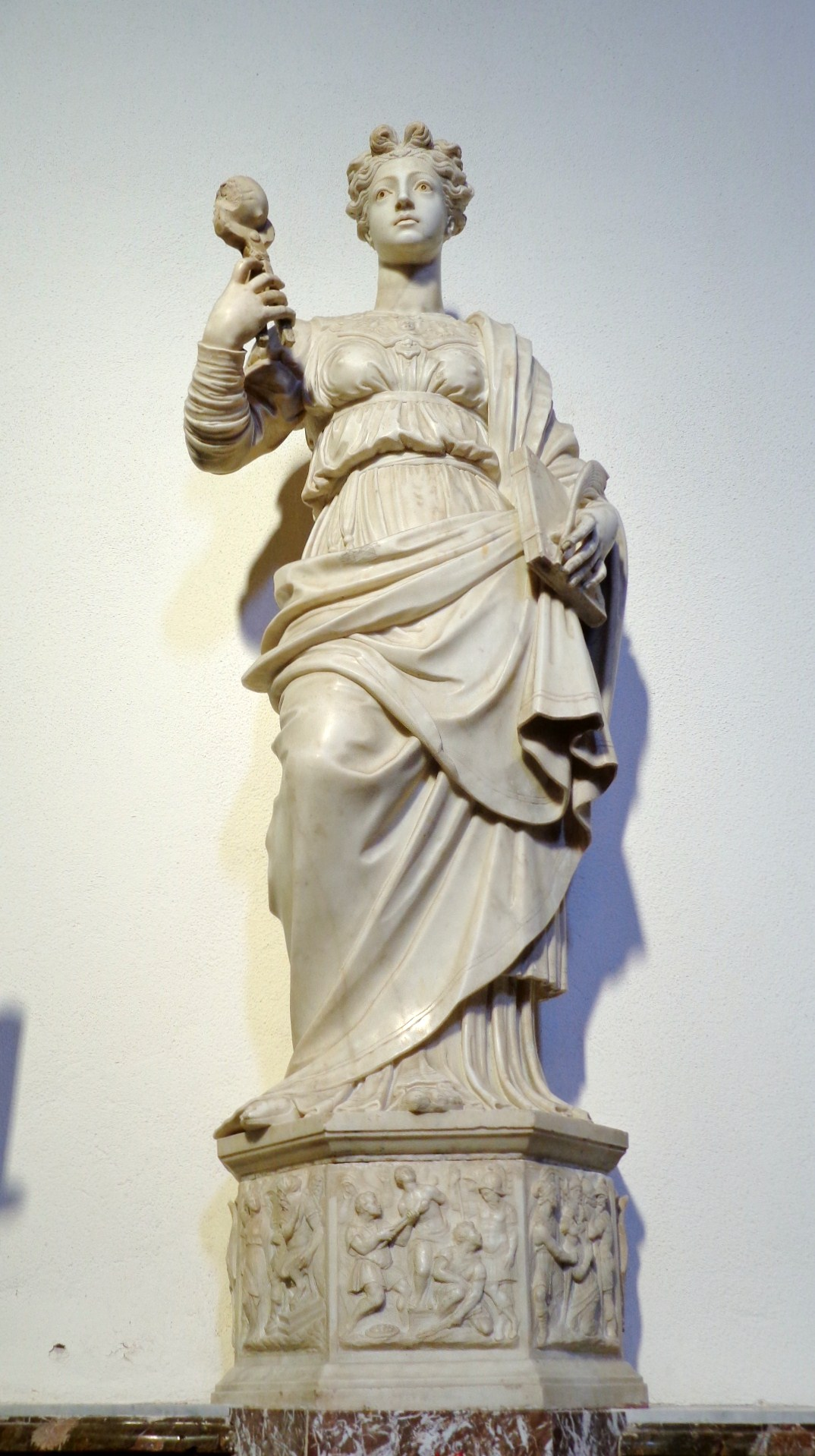
Statua di Sant'Agata

## Storia
Epoca islamica - Emirato di Sicilia 
La prima cattedrale documentata della diocesi di Taormina è stata la primitiva chiesa di San Francesco di Paola, ove il vescovo Procopio fu ucciso dall'arabo Ibrahim. La recrudescenza dei ripetuti assalti saraceni, le restrizioni culminate nelle limitazioni delle forme di culto cristiano, imposero alla stessa stregua il trasferimento della sede vescovile messinese insediatasi presso l'interna diocesi di Troina - in seguito - la soppressione della diocesi Tauromenitana.
 Epoca dall'XI al XVI secolo - Il Regno di Sicilia 
In seguito alla conquista normanna condotta dagli Altavilla, la città che sino all'epoca bizantina aveva avuto un ruolo preminente per cultura e religione, perde la sede vescovile. Nel 1078 la diocesi di Taormina è assorbita dalla diocesi di Troina, preferita dal Gran Conte Ruggero per confluire nel volgere di pochi anni nella nuova diocesi di Messina con sede nella restaurata cattedrale di San Nicolò all'Arcivescovado di Messina.
Epoca della Dinastia Hohenstaufen di Sicilia
Gli usi medievali cittadini sono assimilati con i modelli tipici del feudalesimo e le attività civili e religiose più importanti ruotano attorno al nucleo rappresentato da piazza Duomo. La costruzione dell'imponente tempio dall'impianto e caratteristiche proprie della ecclesia munita o chiesa - fortezza, uno dei più antichi e significativi tra i monumenti medioevali di Taormina, risale al XIII secolo con caratteri propri dell'architettura romanico - gotica siciliana, sui resti della chiesa dedicata a San Nicola di Bari, i capitelli delle colonne delle navate di fattura gotica.
Epoca della Dinastia Aragona
Parziale aggiunte nel corso del XV secolo e l'inizio del XVI secolo con la realizzazione dei portali in stile rinascimentale.
 Epoca Rinascimentale e Barocca 
Rimaneggiato nel XVII secolo con la sovrapposizione del portale barocco nel prospetto principale, le serie di mense marmoree addossate alle pareti, la realizzazione delle cappelle nelle absidi laterali.
 Epoca contemporanea 
Tra il 1945 e il 1948 l'architetto napoletano Armando Dillon diresse il restauro della chiesa rimettendo in luce le primitive strutture delle arcate dell'abside della chiesa occultate da stucchi barocchi, ripristinando le coperture a terrazzo sulle navate laterali.
La chiesa è stata elevata alla dignità di basilica minore il 6 febbraio 1980 da Papa Giovanni Paolo II.
La struttura è semplice, a croce latina, con tre navate, transetto sporgente e tre absidi. La navata centrale è sostenuta da sei colonne di marmo rosa di Taormina con dei capitelli con motivo a foglia e squama di pesce. Il soffitto è caratterizzato da grandi travi in legno con mensole intagliate con motivi arabi resi in gusto gotico.
Per la severità architettonica della costruzione medievale e gli elementi di fortificazione esterni, la chiesa viene soprannominata "la cattedrale fortezza". La facciata è infatti caratterizzata dalla merlatura a corona mentre sul retro si erge la torre a bastione sulla quale sono state collocate le campane nel 1750.
Di notevole pregio il portale principale restaurato nel 1936 ed il grande rosone centrale d'ispirazione gotica.

## Esterno

### Facciata
La facciata è caratterizzata da merlatura a corona mentre sul retro si erge la torre a bastione sulla quale sono state collocate le campane nel 1750. Di notevole pregio il portale principale restaurato nel 1936 ed il grande rosone centrale d'ispirazione gotica.
Nella controfacciata troviamo:
- Mausoleo di Antonio San Martino De Spuches, principe del Pardo e duca di Santo Stefano, † 1868.[3]
- Mausoleo di Leonardo Sgroi Camiola Paternò Castello Faraone 1850 - † 1875.
- XIII secolo, Acquasantiera, manufatto marmoreo con fusto, capitello e conca,

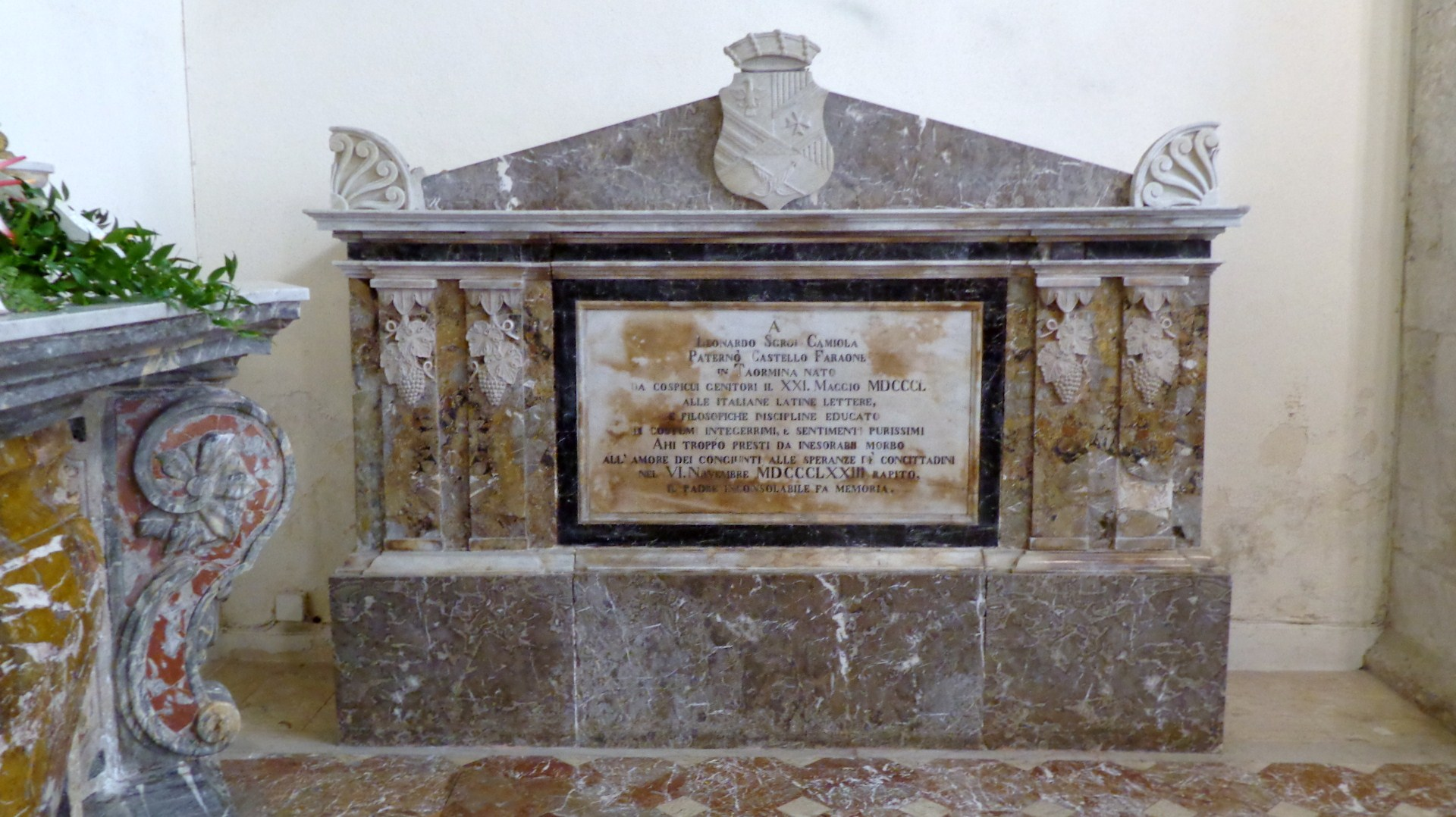
Paternò Castello Faraone
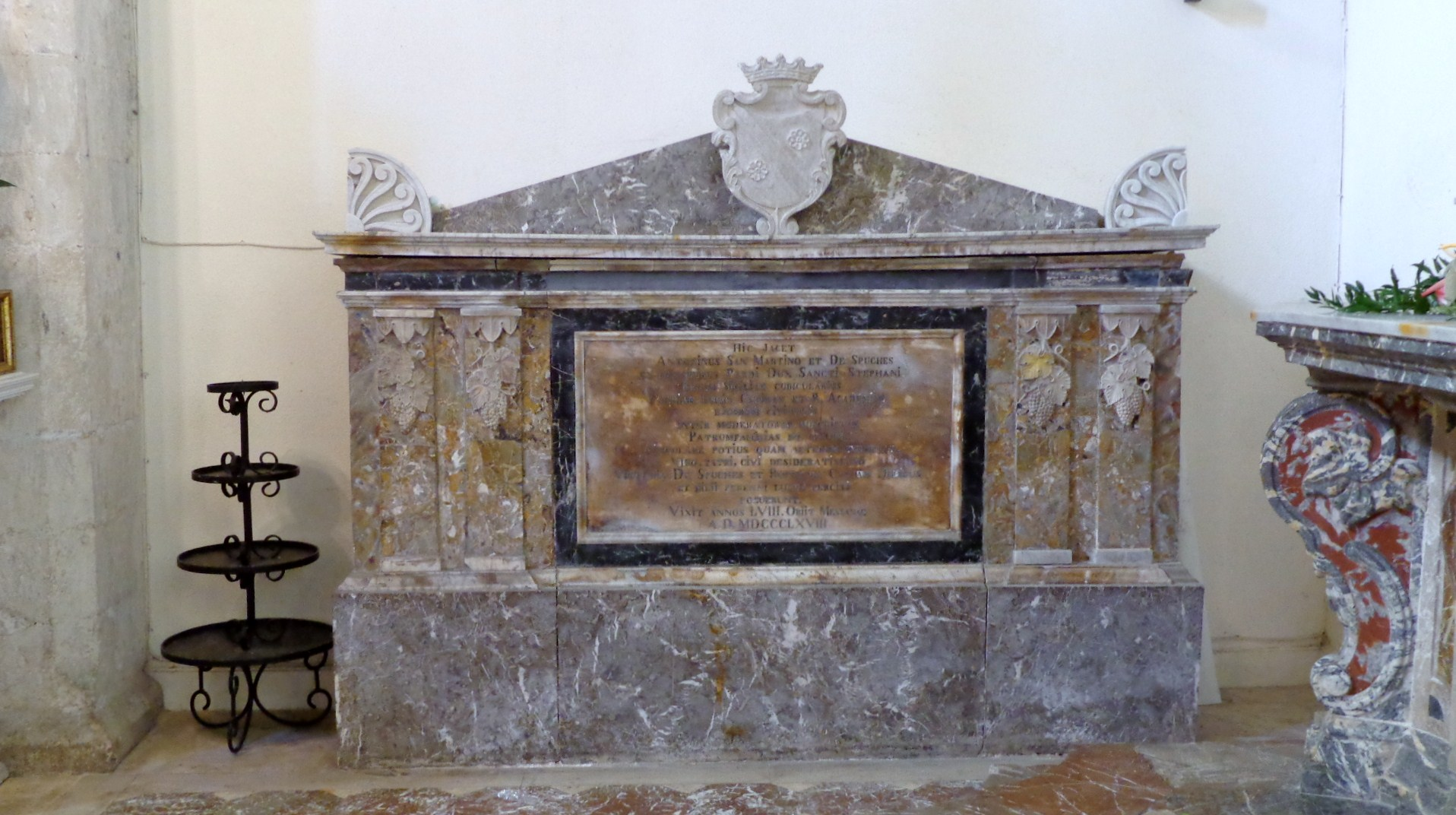
Antonio San Martino de Spuches

### Portali

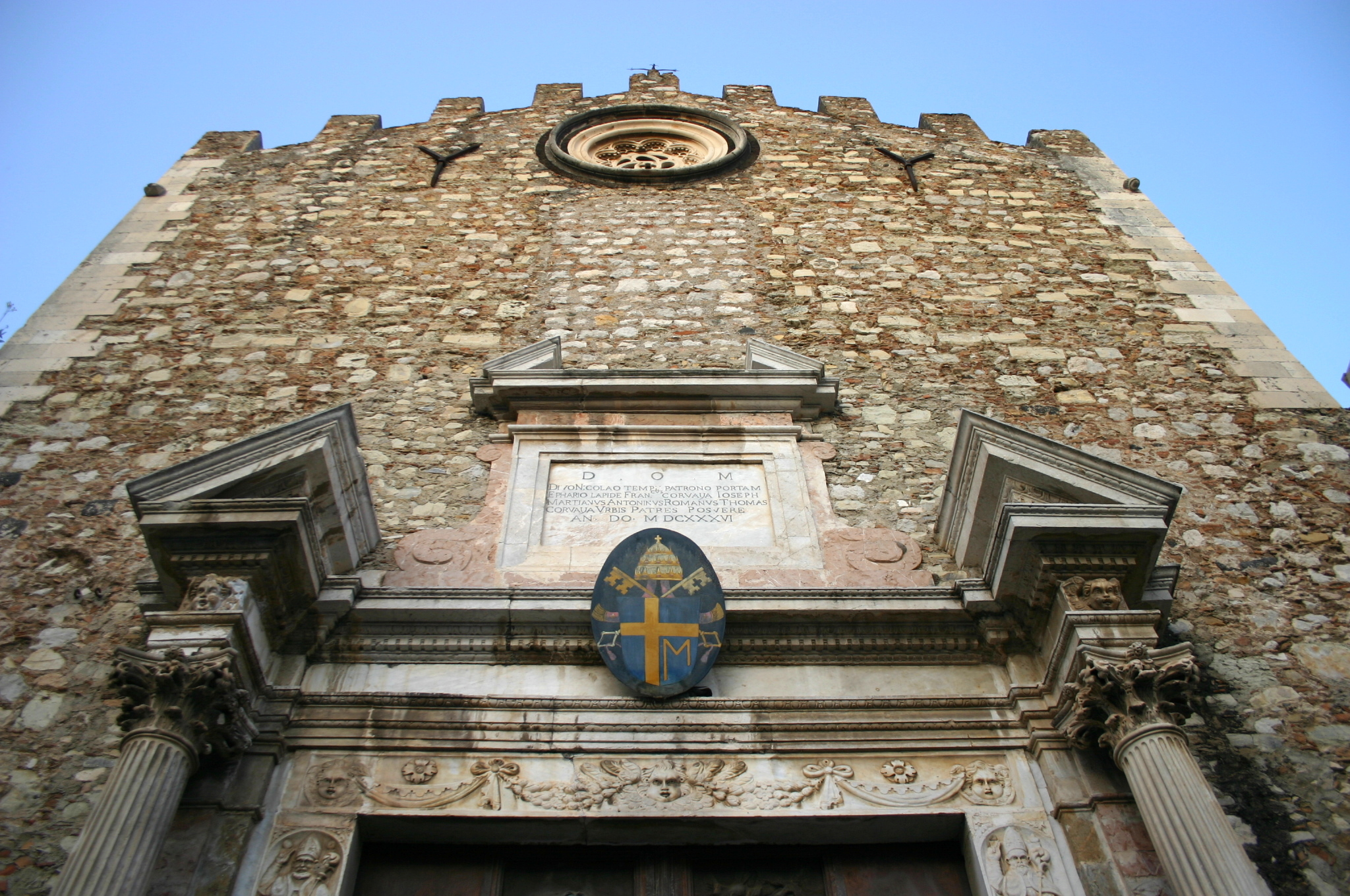
Portale e iscrizione

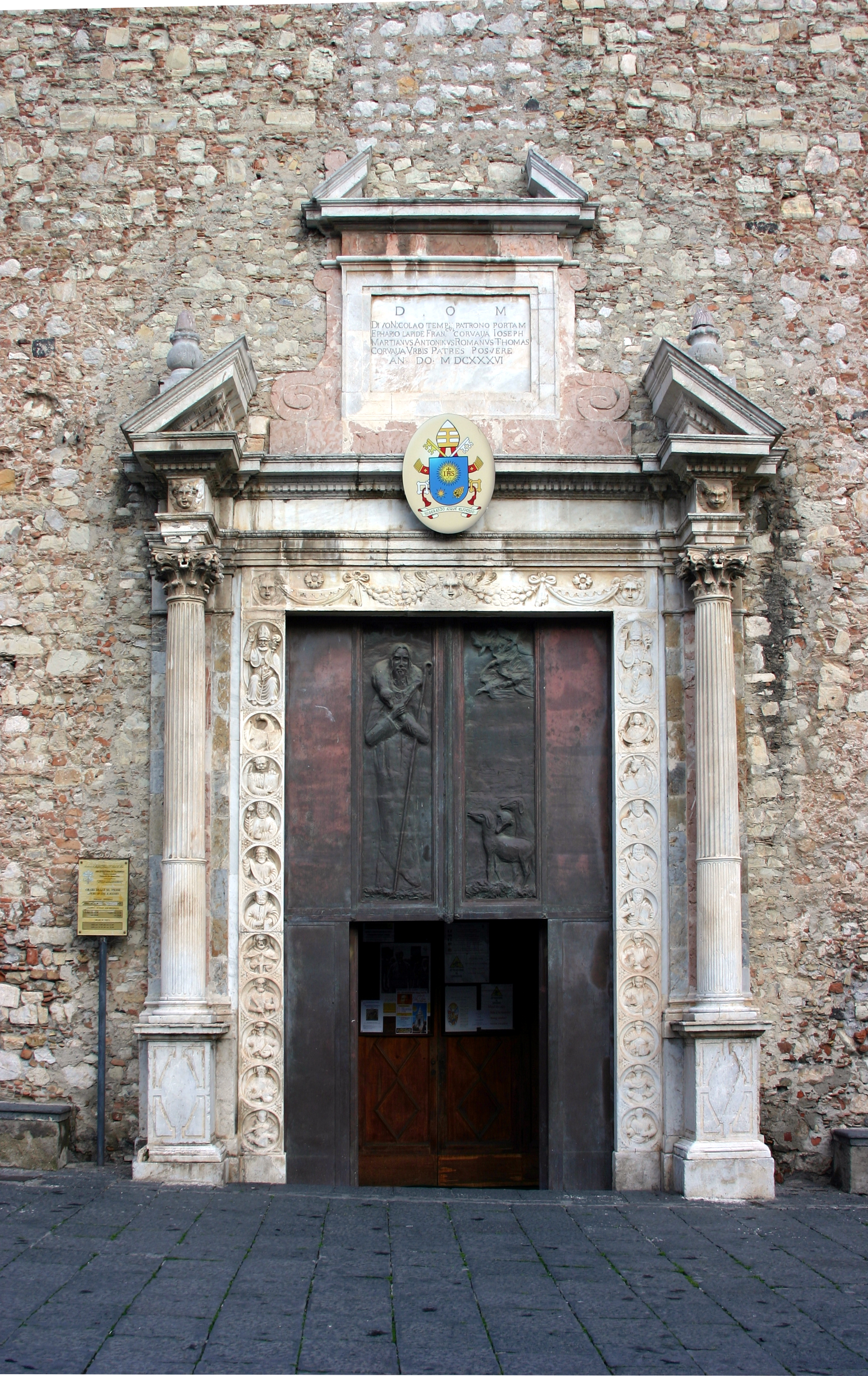
Portale

La facciata principale ospita il portale inserito fra le due monofore del Quattrocento con arco ogivale, in alto uno dei tre rosoni in pietra di Siracusa tipico dell'arte gotica siciliana. Il portale principale nelle componenti d'epoca barocca è delimitato da due colonne scanalate in stile corinzio poggianti su alti plinti, sormontate da architrave con un timpano spezzato, che è ripetuto in proporzione anche sulla lapide dedicatoria intermedia, sopra i capitelli delle colonne fanno capolino le facce di due angeli. Rimodulato nel 1636, per decisione dei Giurati del tempo come, risulta dalla lapide posta sopra, sulla quale si legge la seguente iscrizione:
"D.O.M. Divo Nicolao templi Patrono Portam e phario lapide Franciscus Corvaja, Joseph Martianus, Antoninus Romanus, Thomas Corvaja, Urbis patres postere AN. DO. MDCXXXVI".
Portale rinascimentale: Il manufatto marmoreo del XV secolo di scuola gaginesca reca scolpite undici figure per lato: in alto sono raffigurati a figura intera due vescovi San Nicola di Bari e San Pancrazio di Taormina, nei medaglioni i busti rappresentanti San Pietro con le «chiavi», San Paolo con la «spada», re Davide con la «cetra». I quattro evangelisti nei loro caratteristici simboli: San Marco con il «leone», San Giovanni con l'«aquila», San Luca con il «toro» e San Matteo con l'«angelo». Via via i restanti apostoli e profeti. Sull'architrave il fregio con festoni con testa di putto centrale.
Portale ovest: è ubicato di fronte al Palazzo dei Giurati risalente alla seconda metà XV secolo è di scuola tardo gotica, interamente bordato di nera lava. Interessanti appaiono i bassorilievi che propongono i grappoli d'uva del simbolismo cristiano. Sull'architrave in pietra di Taormina, fra San Pietro e San Paolo è raffigurato il Cristo Pantocratore e il timpano con l'arco ogivale, ha decoro con archetti trilobi.
Portale est: si apre ad oriente, del Cinquecento ed è espressione piena del gotico siciliano della prima metà del XVI secolo. L'ogiva polilobata si presenta riccamente modanato come gli stipiti laterali. Gli altri due rosoni si trovano sulle facciate ad est ed ovest della chiesa in corrispondenza dei muri laterali del transetto.

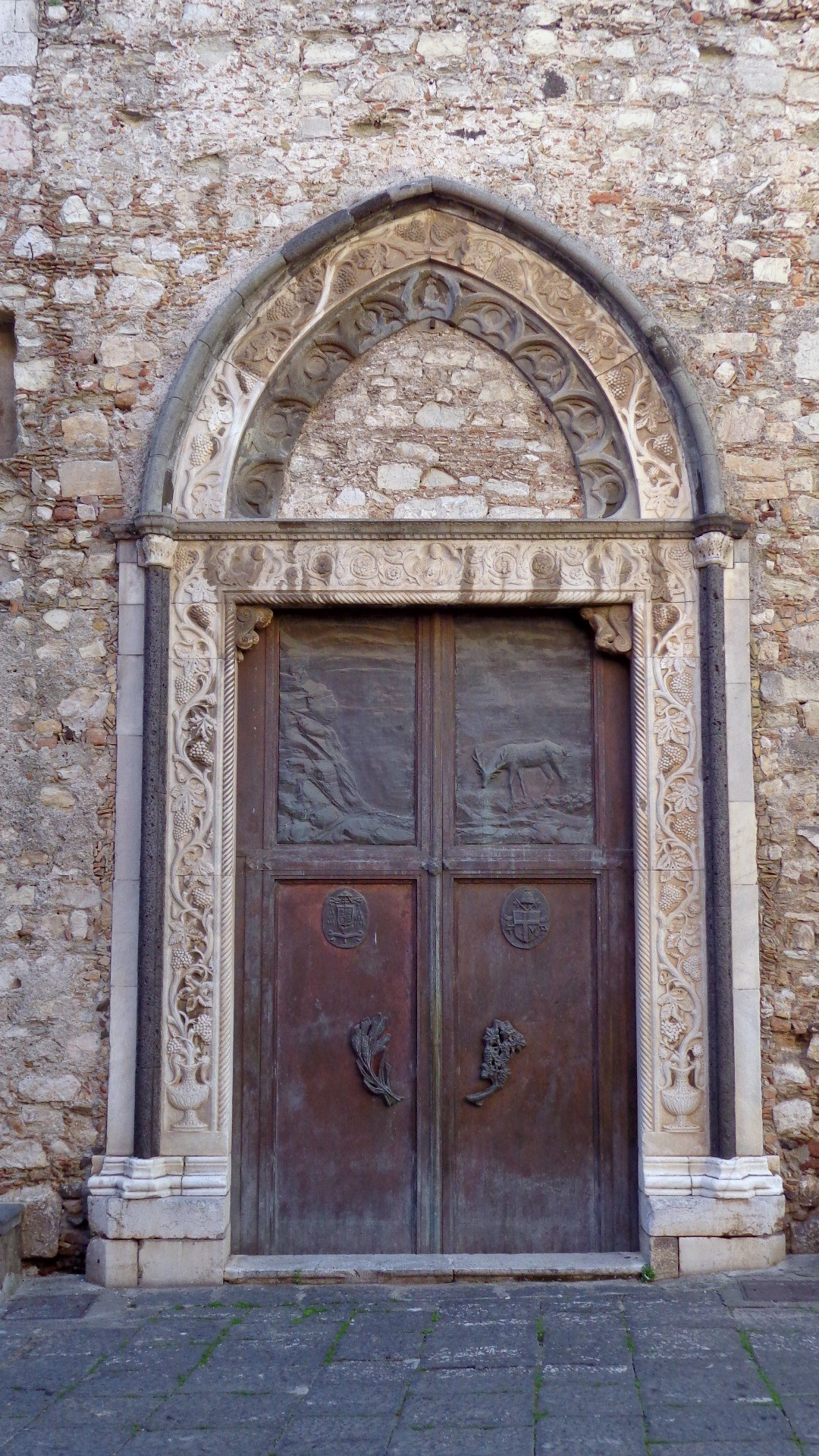
Portale tardo gotico o di Ponente
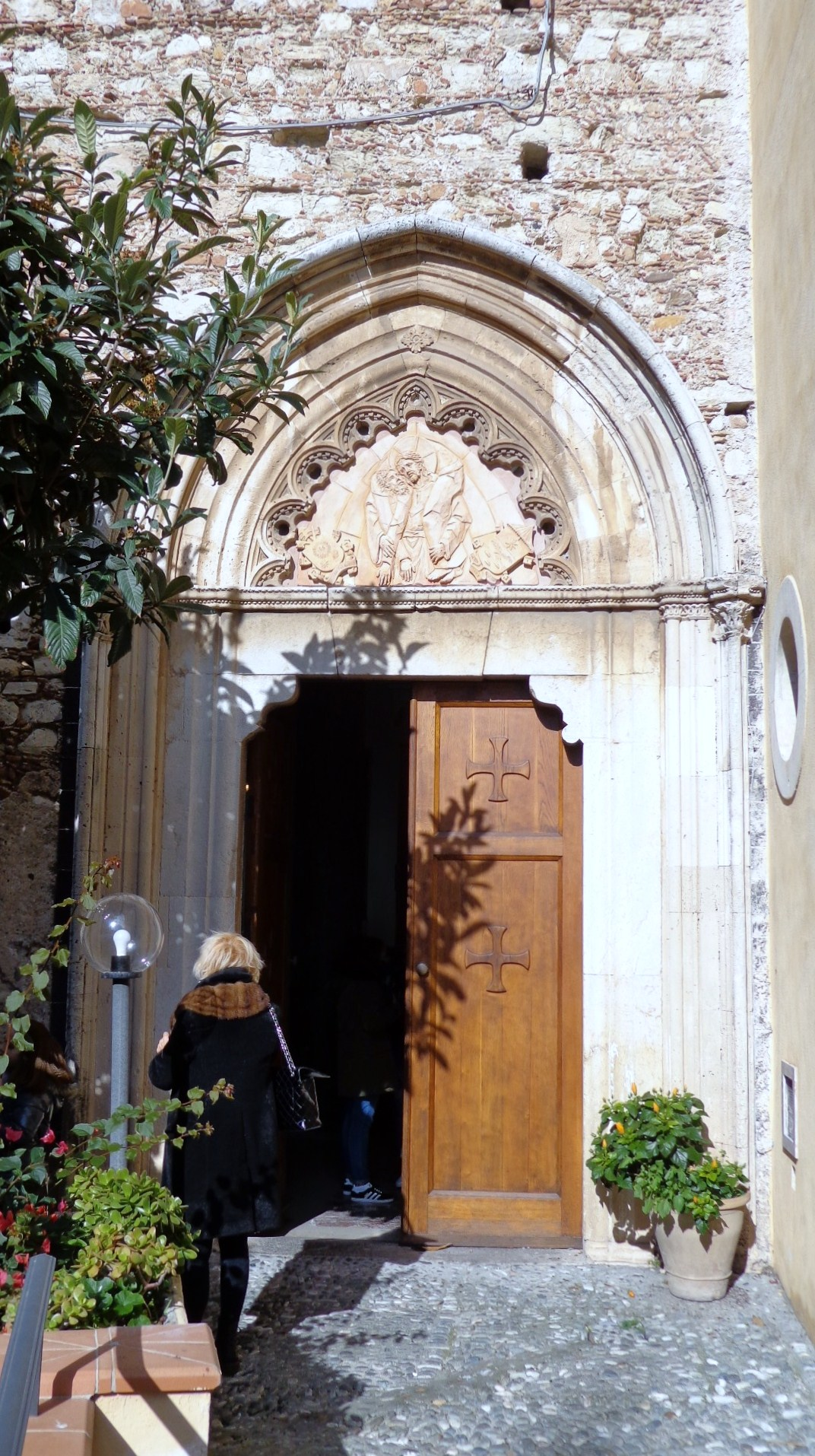
Portale gotico o di Levante
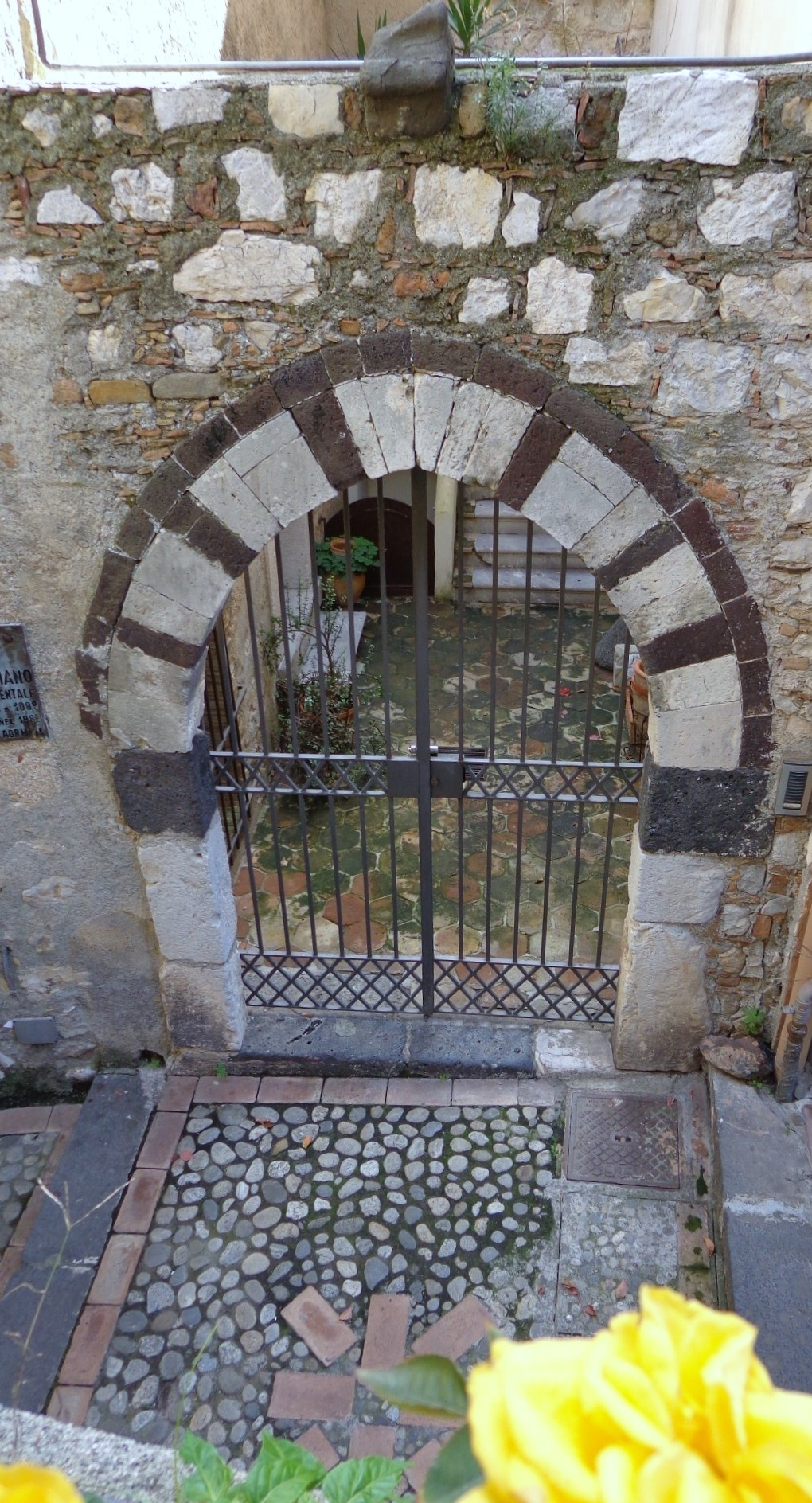
Portale medievale

## Interno

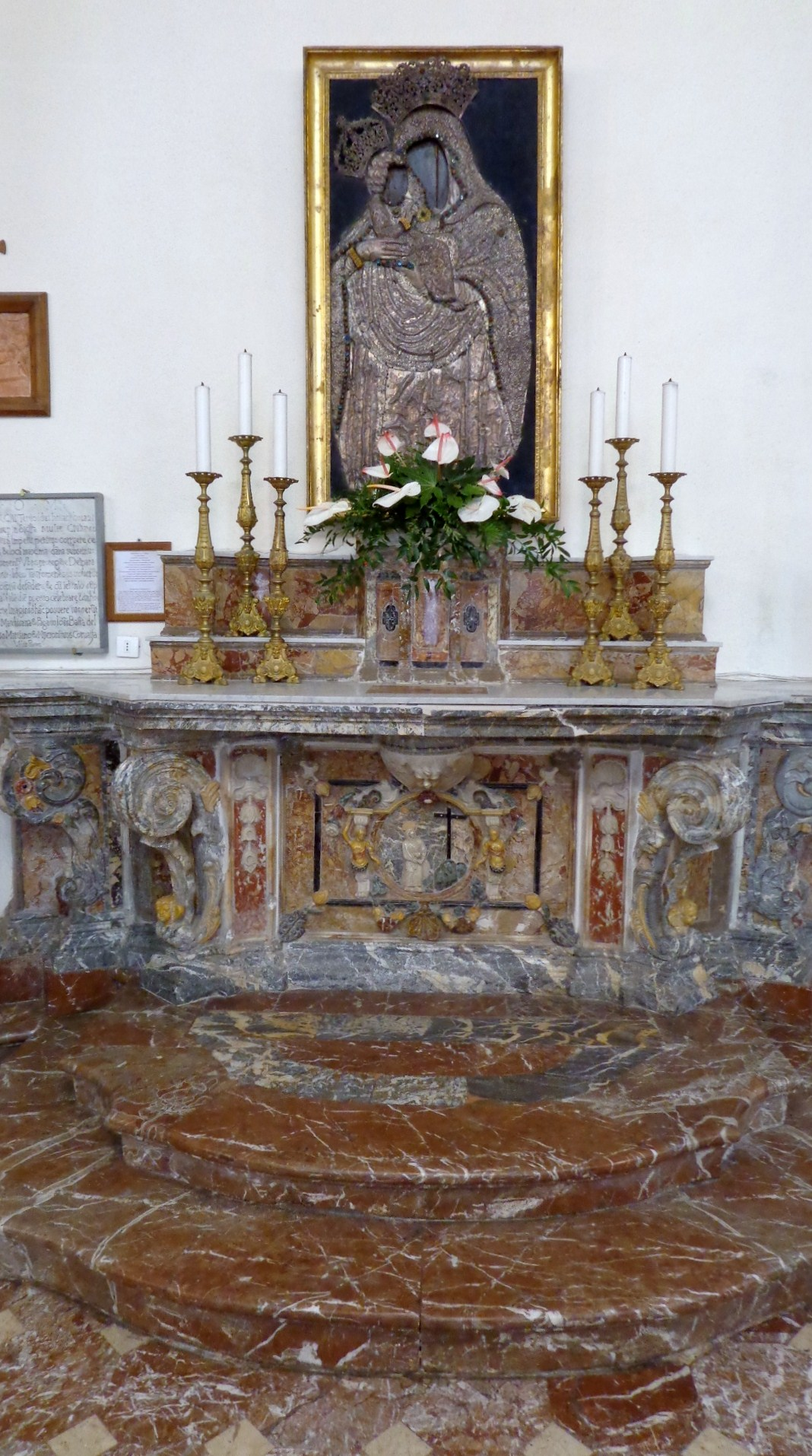
Madonna non manufatta

### Navata destra
La teoria di mense marmoree senza sopraelevazione ospitano:
- Prima campata: Altare della Visitazione. Alla parete è collocato il dipinto raffigurante la Visitazione con San Gregorio e San Zaccaria in stile rinascimentale di Antonino Giuffrè del 1457, opera proveniente dalla chiesa del Varò.[4]
  - Nelle adiacenze è collocato il fonte battesimale in marmo venato rosso.
- Seconda campata: Alla parete è collocato Polittico di Antonello de Saliba del 1504. Opera composta da sei tavole inserite in un "retablo" o cornice lignea intarsiata attribuibile al fratello dell'artista Pietro o al padre Giovanni. Nel pannello centrale è raffigurata la Vergine Maria e Gesù fra San Girolamo e San Sebastiano. In alto, al centro, la Deposizione di Cristo, fra Sant'Agata e Santa Lucia, nella predella l'Ultima Cena riprodotta in cinque quadretti. Manufatto proveniente dall'ex chiesa di San Sebastiano, oggi ex chiesa Sant'Agostino.
- Terza campata: Altare della Vergine. Alla parete è collocato il dipinto raffigurante la Madonna non manufatta, opera dipinta su legno con motivi ornamentali in argento, già venerato presso la chiesa della Vergine Assunta in Cielo, tempio distrutto in epoca araba.[5] Opera lungamente custodita presso la chiesa di Santa Maria dei Greci o della Madonna del Carmelo e convento dell'Ordine della Beata Vergine del Monte Carmelo.[6] A lato è collocata una dedica e una preghiera alla Vergine datata gennaio 1693 da parte dei Giurati taorminesi per aver risparmiato la città dal terremoto del Val di Noto del 1693.
- Quarta campata: Ingresso laterale destro.
  - Statua raffigurante la Vergine.

### Navata sinistra
- Prima campata: alla parete è collocato il dipinto della Madonna con bambino del XVI secolo, opera rinascimentale realizzata da Alfonso Franco raffigurante Maria al centro della scena, protetta da San Giovanni Battista e Sant'Elia di Enna. Nella lunetta è riprodotta una Crocifissione.
  - Nelle immediate adiacenze è collocato un busto di San Pio di Pietrelcina.
- Seconda campata: Altare di Sant'Agata. Sulla mensa è collocata la statua di Sant'Agata proveniente dalla distrutta chiesa di Sant'Agata del convento dell'Ordine dei predicatori di San Domenico, qui spostata in seguito ai bombardamenti del 9 luglio 1943. Il manufatto marmoreo del XVI secolo è attribuito a Martino Montanini. La famiglia Corvaja ne commissionò la realizzazione, come si evince dallo stemma "bandierato" che si trova scolpito nello scanello. Il blasone si ritrova anche a palazzo Corvaja, sulla porta d'ingresso di palazzo Ciampoli e che viene identificato come lo stemma più antico di questa famiglia.
  - Sepoltura di Marianna Bottari Cartella.
- Terza campata: alla parete è collocato il dipinto raffigurante l'Adorazione dei Magi, dipinto del XIII secolo.
  - Acquasantiera in marmo rosso di Taormina.
- Quarta campata: Ingresso laterale sinistro.

### Transetto
- Absidiola destra: Cappella della Madonna delle Grazie. Altare con colonne, architrave, volute e targa intermedia. Manufatto ricostruito nel 1747 con il reimpiego delle strutture gotiche provenienti dalla demolizione di una cappella della chiesa di San Pietro. Sulla mensa è collocata la statua raffigurante la Madonna delle Grazie, con la veste ricca e piena di dettagli, le espressioni dei personaggi dolci, la fanno somigliare ad un'altra opera di bottega, quella della Madonna della Scala nel duomo di San Pietro Apostolo di Ucria. Committenti dell'opera la famiglia Grugno, nucleo originario dalla Catalogna e giunta in Sicilia nel 1347, lo stemma gentilizio raffigura le tre teste di cinghiale, si vede ai due lati alla base della statua. Sulla parete destra una elegante edicola in stile rinascimentale ospita il viso di un Cristo Morto, sulla parete in alto un Crocifisso, nell'angolo su un piedistallo un Cristo Risorto. Nella parete sinistra è incastonato un tabernacolo di scuola gaginesca.
  - Braccio destro: Altare di San Nicolò di Bari. Sulla parete campeggia il dipinto raffigurante San Nicola di Bari, opera di Garofalo del 1653.
    - Portale di Levante.
- Absidiola sinistra: Cappella del Santissimo Sacramento. Manufatto della fine del '600, in stile barocco con colonne dai capitelli ruotati.
  - Braccio sinistro: Altare di San Pancrazio. Sulla parete campeggia il dipinto raffigurante San Pancrazio.
    - Portale di Ponente.
    - Monumento del canonico Giovanni Battista Marziani.

## Chiesa di San Francesco di Paola
Chiesa di San Francesco di Paola, primitiva cattedrale di Taormina.

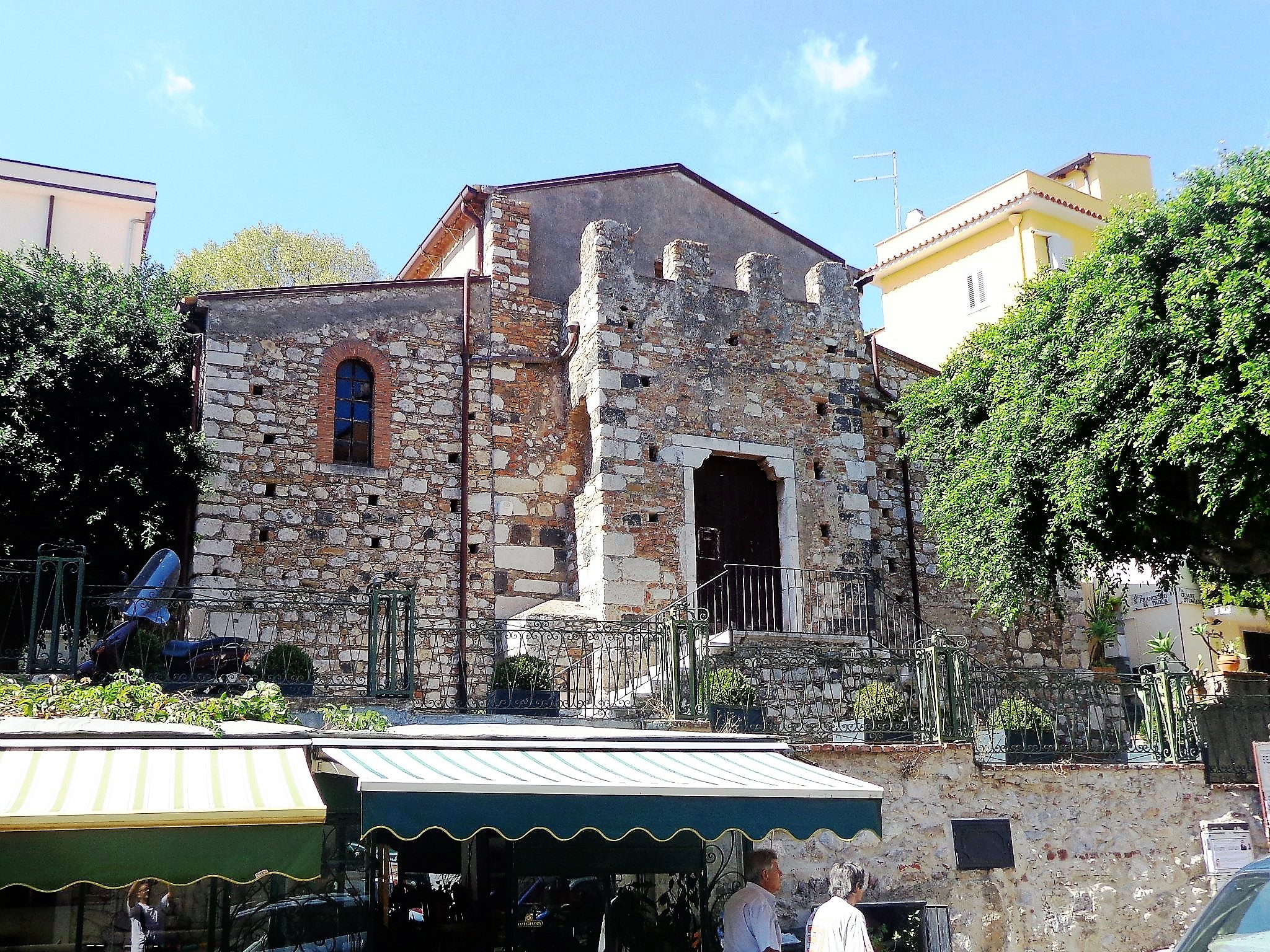
Chiesa di San Francesco di Paola primitiva Cattedrale
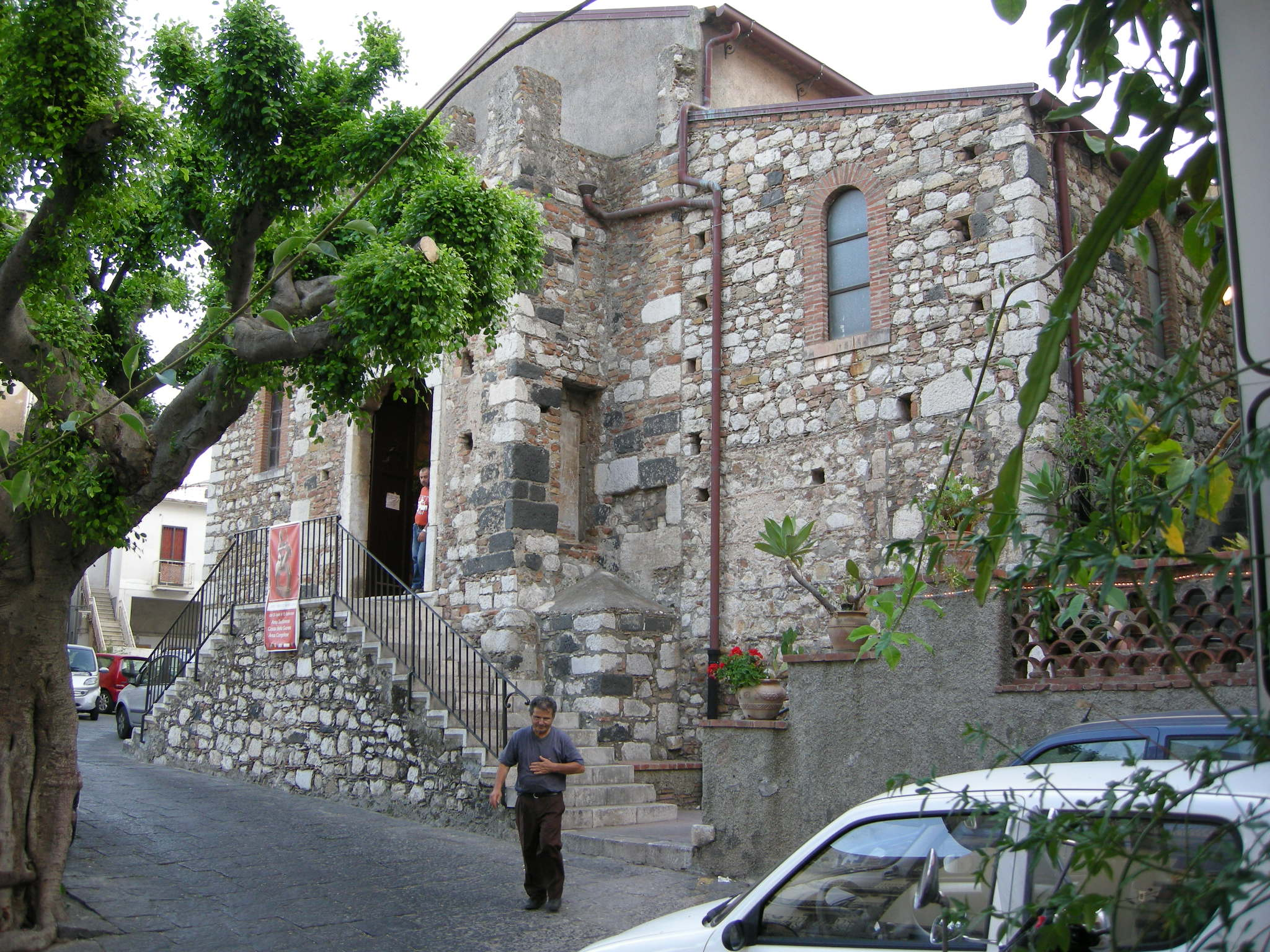
Chiesa di San Francesco di Paola primitiva Cattedrale

## Galleria fotografica

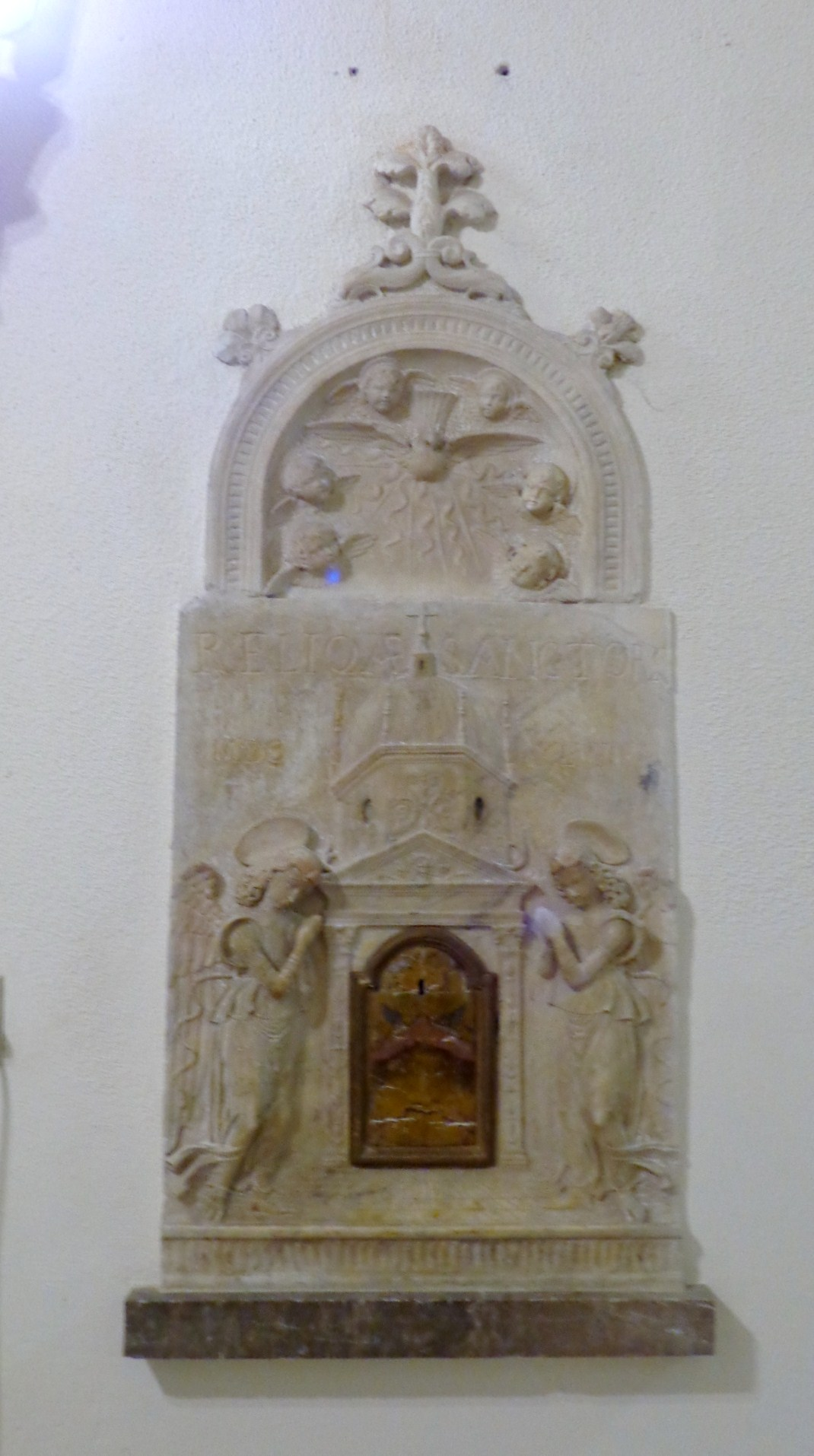
Tarbernacolo
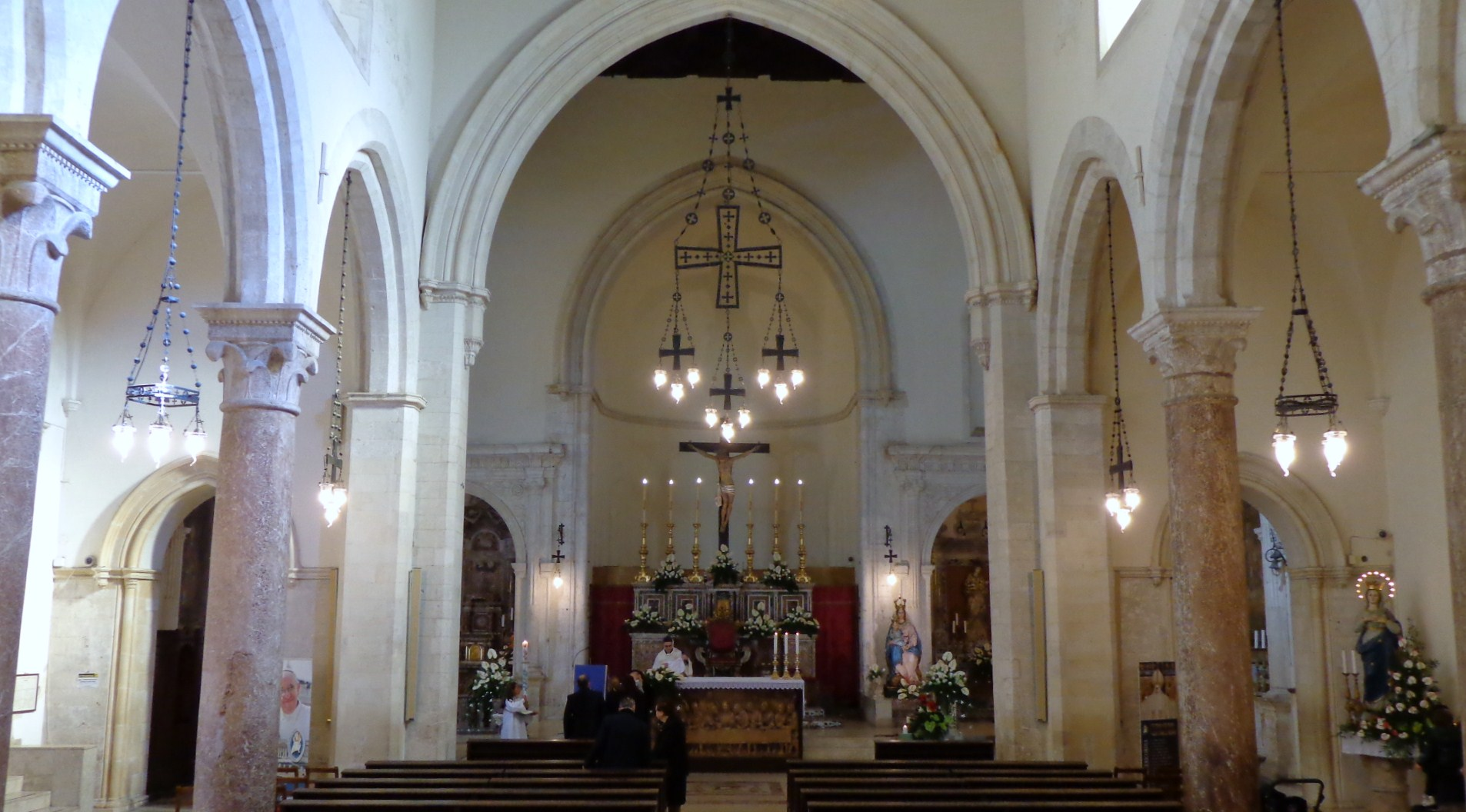
Interno
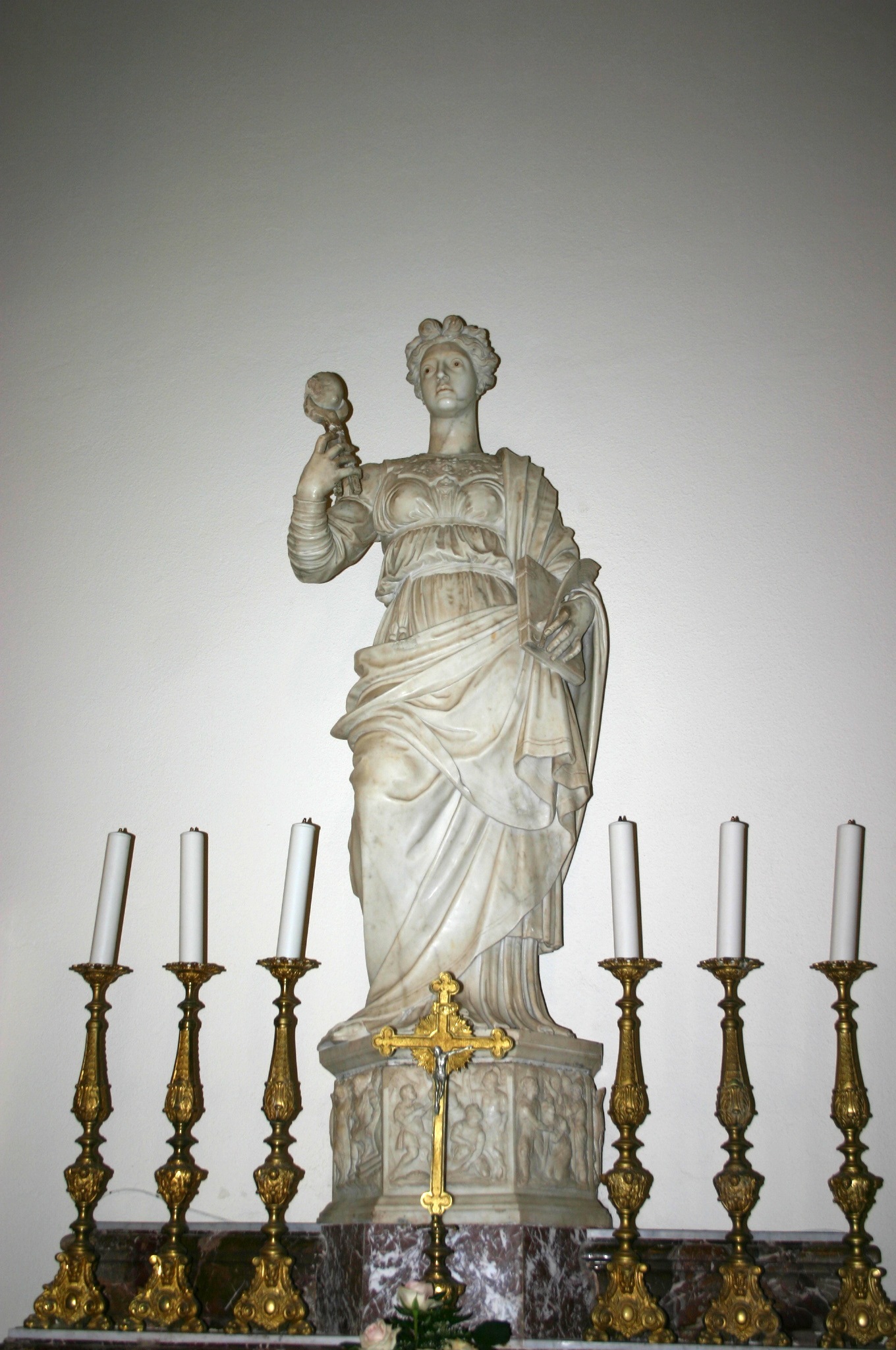
Statua di Sant'Agata
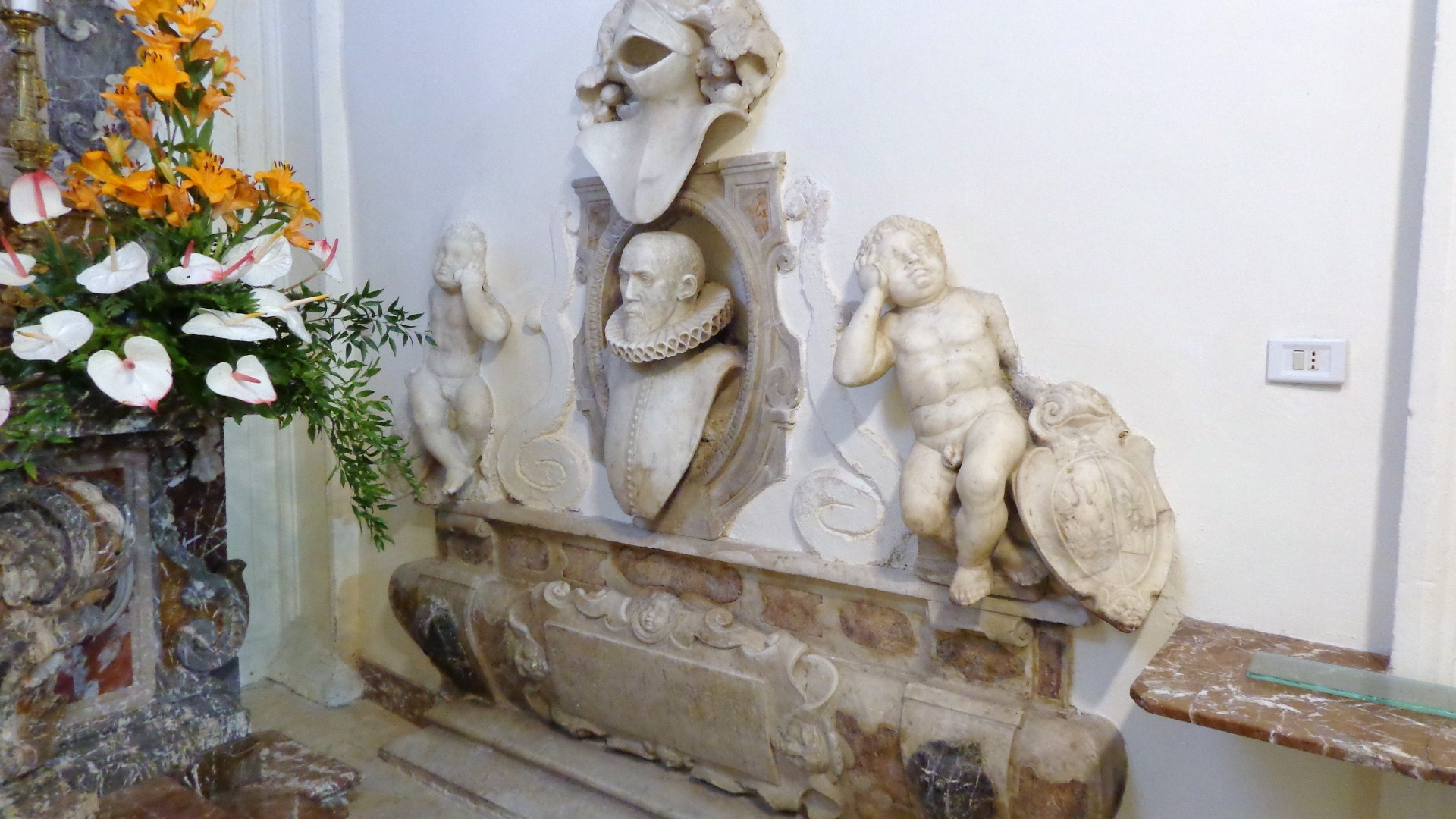
Sarcofago Cappella del Santissimo Sacramento
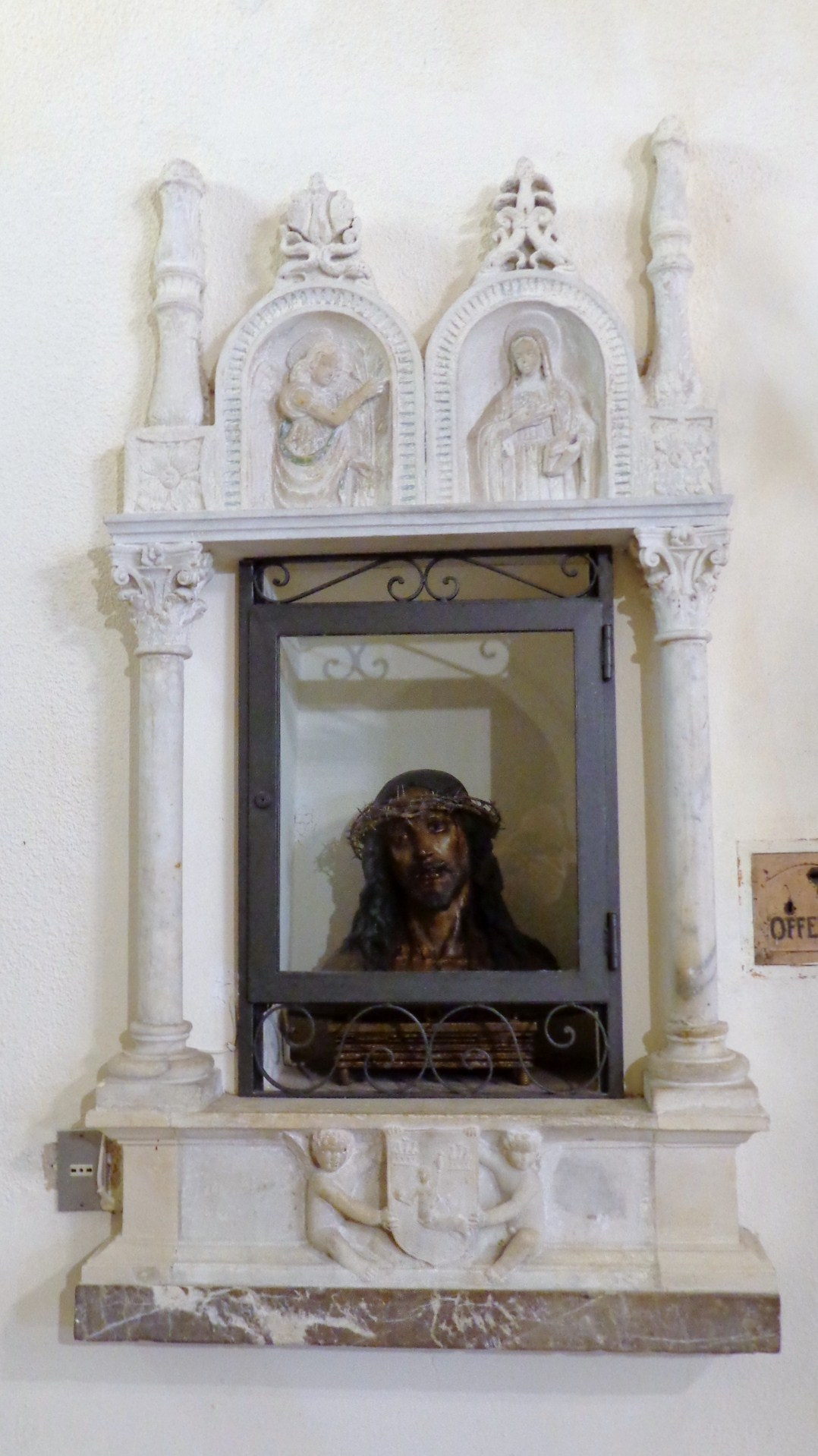
Edicola